# Сондре Россбах
Сондре Левсет Россбах (норв. Sondre Løvseth Rossbach, нар. 7 лютого 1996, Порсгрунн, Норвегія) — норвезький футболіст, воротар клубу «Одд».

## Ігрова кар'єра
Сондре Россбах починав грати у футбол у клубі Третього дивізіону «Бревік». 2011 року Сондре приєднався до молодіжної команди клубу Тіппеліги «Одд». Але в основі Россбах зміг дебютувати лише у вересні 2013 року.
Англійський «Манчестер Юнайтед» пропонував Россбаху контракт на чотири роки ще до переходу до клубу «Одд», але норвежець змушений був відмовитися через операції на нозі. Сондре Россбаха вважали одним із найбільш талановитих воротарів Норвегії. Після переходу до «Русенборга» воротаря «Одда» Андре Гансена Россбах у віці 19-ти років забронював за собою місце основного воротаря «Одда».

## Збірна
З 2013 року був першим номером у молодіжній збірній Норвегії, провів за команду 28 матчів.

## Особисте життя
Сондре Россбах є сином колишнього воротаря збірної Норвегії Ейнара Россбаха. Сам Сондре входить до норвезького клубу фанатів англійського «Портсмута».

## Досягнення
Одд
- Бронзовий призер чемпіонату Норвегії: 2014, 2016
- Фіналіст Кубка Норвегії: 2014